# Guglielmo II. Tocco
Guglielmo II. Tocco (deutsch: Wilhelm II. Tocco; * um 1280; † 22. September 1335 in Neapel) aus der neapolitanischen Adelsfamilie Tocco war neapolitanischer Patrizier und ab etwa 1330 bis zu seinem Tod Gouverneur von Korfu.

## Leben
Guglielmo Tocco wurde um 1280 als Sohn des Pietro II. Tocco, eines Notars aus Melfi, und wahrscheinlich dessen erster Frau Covella Capece (oder Giovanna d’Aversana ?) geboren. Die nicht zeitgenössische Ordnungszahl II. dient zur Unterscheidung von seinem Großvater Guglielmo I. Tocco († 1275). Als treue Unterstützer der angevinischen Monarchen erlangte die Familie Einfluss im Königreich Neapel.
Am 10. August 1322 erhielt Guglielmo von Philipp von Anjou, Fürst von Tarent 60 „Moggi“ Land von auf dem Gebiet von Ottaviano in der Metropolitanstadt Neapel, Kampanien. Das Privileg wurde am 21. November 1322 von Robert von Anjou, König von Neapel, bestätigt. Die Schenkung wurde 1232, 1234 und 1347 bestätigt.

Das Fürstentum Achaia auf Morea und das Herzogtum Athen im Lateinischen Kaiserreich nach dem 4. Kreuzzug 1204

Am 13. August 1294 übertrug Karl II. von Anjou seinem Sohn Philipp I. die Suzeränität über das Achaia, das Herzogtum Athen und das Regnum Albaniae, die angevinischen Rechte und Ansprüche auf Thessalien und Romania, die angiovinischen Besitzungen Korfu und Buthroton gegen einen Jahreszins von „sechs Sammetgewändern“. Den Titel eines Königs von Albanien nahm Philipp nicht an. Er nannte sich lediglich „Despot von Romania und Herr des Königreichs Albanien“. Im Mai 1323 unter Androhung eines unmittelbar bevorstehenden Angriffs auf Korfu vonseiten des Despots von Epirus beschlossen die Brüder Philipp I. von Tarent und Johann, ihr Vorgehen gemeinsam zu koordinieren und unterzeichneten am 19. Mai eine Vereinbarung über eine Expedition nach Epirus, Achaia bis zum Golf von Korinth. Während Philipp I. im Januar 1327 mit den Aragoniern verhandelte, begann sein Sohn Philipp mit seinen Vorbereitungen für eine Expedition nach Epirus, die sich durch einen Angriff der Epiroten auf Korfu und Nafpaktos in die Länge zogen. Der Tod des jungen Philipps im Mai 1330 vereitelte jedoch jedes Unternehmen. Auch die zweite Expedition im Jahr 1330 unter dem Kommando von Philipps I. Schwiegersohnes Walter VI. von Brienne war ein Misserfolg und ergaben nur die Besetzung der Ionischen Insel Lefkada und der Festung Vonitsa. 1330/31 wird Guglielmo im Namen des Hauses Anjou als Gouverneur und Magister Massarius (Verwalter des Grundbesitzes) von Korfu erwähnt. Am 13. Juni 1335 genehmigte Catherine de Valois-Courtenay, Titularkaiserin von Konstantinopel, Guglielmo II. Tocco eine partielle Verwaltung von Korfu. Die Verwaltung wurde auf Ersuchen der Söhne Guglielmos (Lodovico, Pietro II. und Leonardo) mit einem Akt von Roberto d’Anjou, Fürst von Tarent vom 12. Januar 1345 in Neapel vollständig bestätigt.

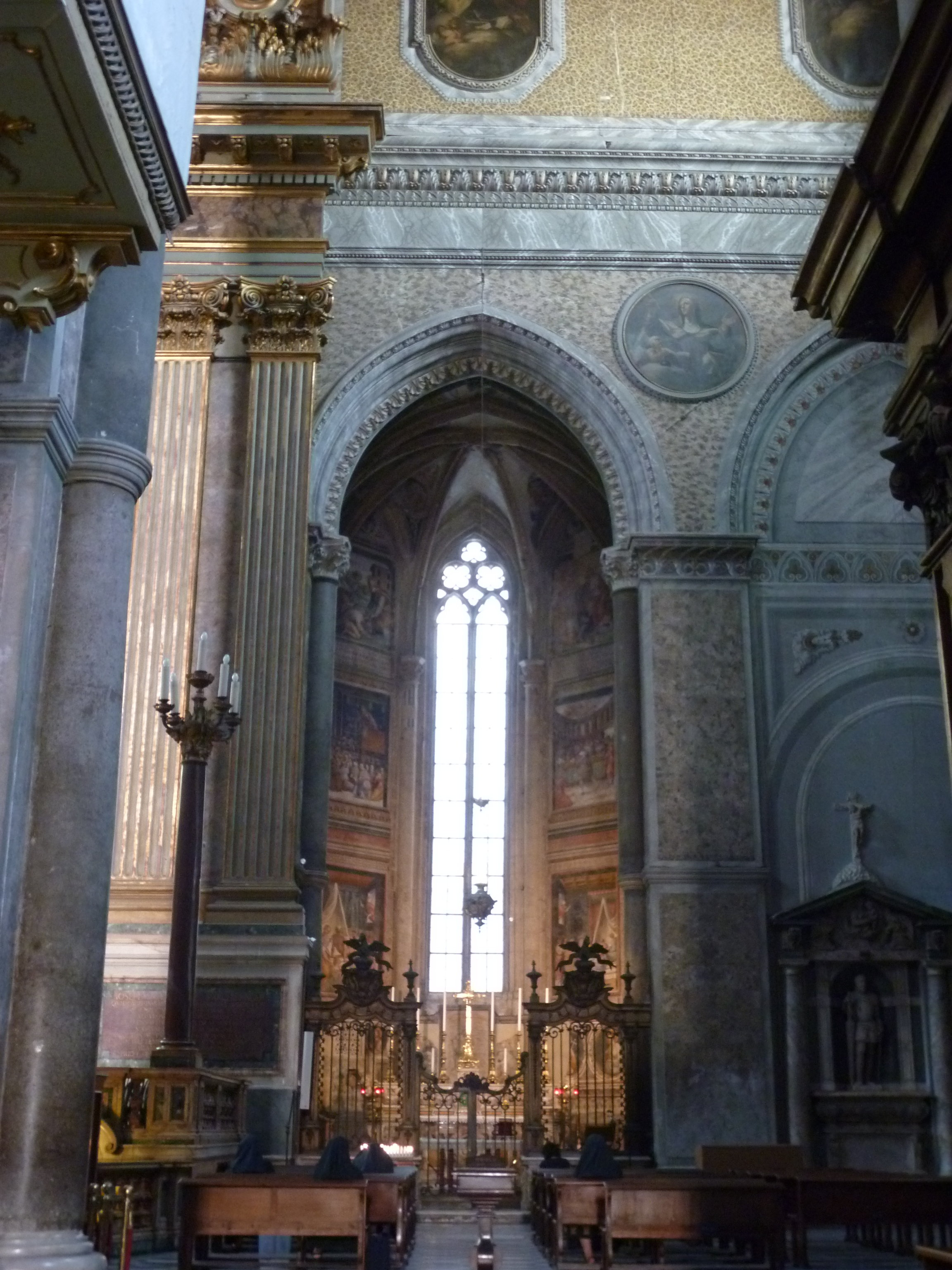
Tocco-Kapelle in der Kathedrale von Neapel

Guglielmo Tocco starb am  23. September 1335 in Neapel und ruht in der dem St. Aspreno gewidmeten Tocco-Kapelle in der Kathedrale von Neapel (rechts von der Apsis). An ihn und seinen Sohn Nicoletto erinnert di folgende Grabschrift:
„Hic iacent corpora mag.militis Domini Guillelmi de Tocco magistri Cabellani claræ memoriæ Domini Principis Tarenti, qui Anno Domini 1335. die 22. Septembris obijt, & venerabilis Abbitis de Tocco filij eius, qui anno Domini 1347. die 18. Aprilis obijt.“
Guglielmos Nachkommen herrschten als Pfalzgrafen von Kefalonia, Herren von Montemiletto und später auch über Teile des Despotats Epirus.

## Nachkommen

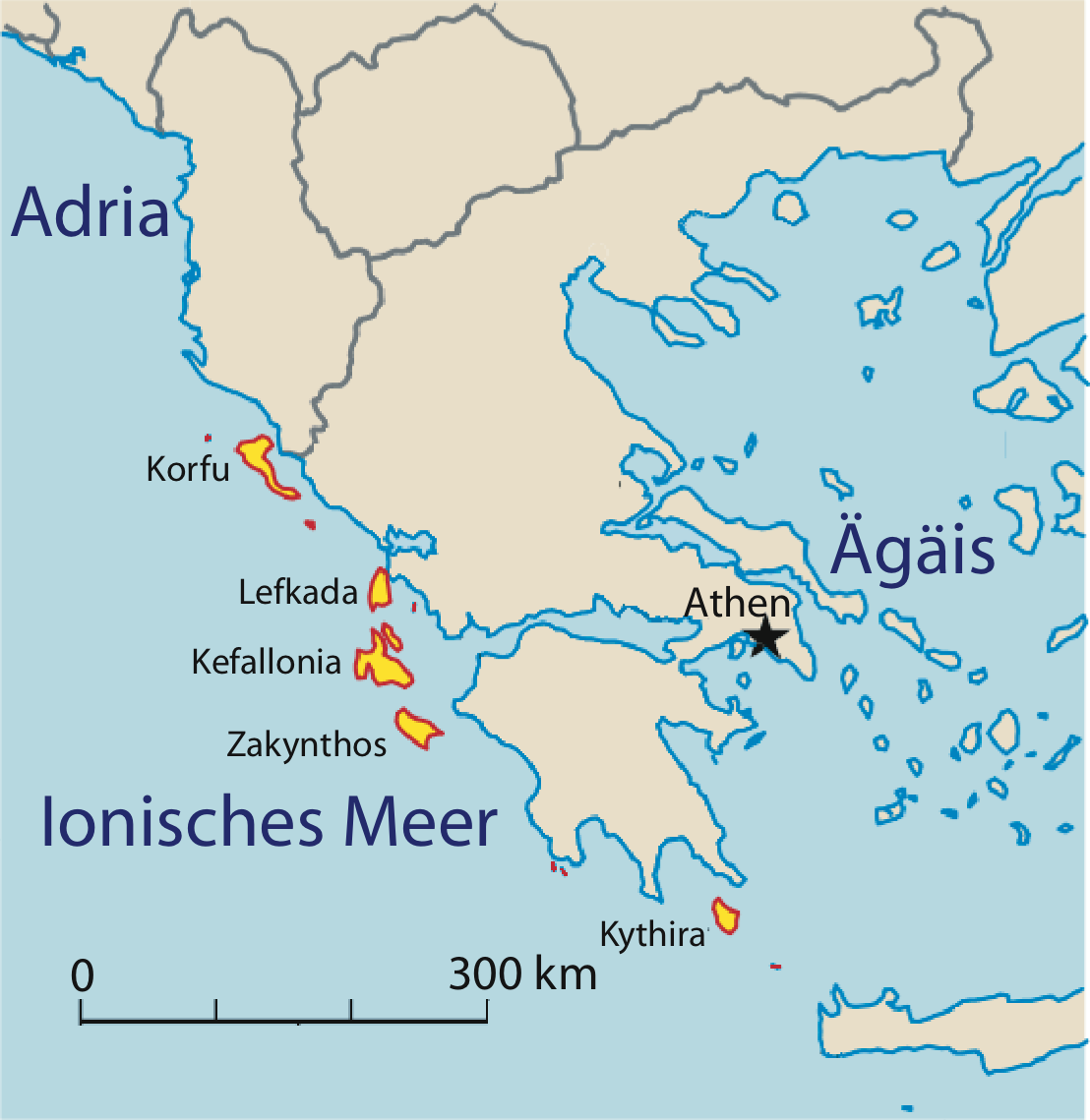
Lage der Inselgruppe Ionische Inseln

In erster Ehe heiratete Guglielmo vor 1323 N.N. della Marra, Tochter von Nicola della Marra, 2. Herr von Serino (Provinz Avellino). Nach deren Tod schloss er vor 1311 eine zweite Ehe mit Margherita Orsini Angelo Dukas (* um 1300; † 1339), der Tochter von Giovanni I. Orsini, dem Herrn von Lefkada und dem Mitherrscher von Kefalonia, und von dessen Frau Maria Komnene Dukaina Angelina der Despoten von Epirus. Margherita Orsini Angelo Dukas brachte als Mitgift die Hälfte der Insel Zakynthos (Zante) in die Ehe ein.
Guglielmo II. Tocco hatte wahrscheinlich zehn Kinder:
- Nicoletto Tocco († 18. April 1347), neapolitanischer Patrizier, Abt; beerdigt in der dem St. Aspreno gewidmeten Tocco-Kapelle in der Kathedrale von Neapel (rechts von der Apsis). (Erstgeborener Sohn)[10]
- Lodovico (Lisolo) († 11. Dezember 1360)[Anm. 1], neapolitanischer Patrizier, Seneschall des Fürsten von Tarent; war im Dienst der Königin Johanna I. von Anjou in Griechenland und Italien;[13] beerdigt in der dem St. Aspreno gewidmeten Tocco-Kapelle in der Kathedrale von Neapel (rechts von der Apsis).[10]
- Pietro II. (Petrillo) († 1370)[Anm. 2][10], neapolitanischer Patrizier, Seneschall des Königreichs Neapel zur Zeit von König Robert von Anjou; erhielt 1353 Martina und Santa Maria della Vetrana (bei Castellana Grotte) in Apulien, Pomigliano d’Arco in Kampanien und die Lehen auf der Insel Korfu; ab 1364 1. Graf von Martina[13] ⚭ 1. Covella Capece (oder Giovanna d’Aversana ?) († nach 1340); ⚭ 2. vor 19. April 1359 Isabella de Sabran († nach 1378), Tochter von Guglielmo (Graf von Celano, Gouverneur in den Abruzzen und Molise) und Francesca der Grafen von Celano[2]
- Leonardo I. († 1381)[14], ab 1353 Herr von Tocco (Caudio), neapolitanischer Patrizier, Pfalzgraf von Kefalonia und Zakynthos (1357–1379), ab 1362 Herzog von Lefkada und Herr von Vonitsa[13]; Kammerherr[15] im Jahr 1353 ⚭  Maddalena († nach 11. März 1401), Schwester von Esau de’ Buondelmonti und Tochter von Manente Buondelmonti und Lapa Acciaioli[16], Regentin von ihren Kindern über Kefalonia und Zakynthos von 1381 bis 1388.[2]
- Riccardo († nach 1324/1335), Ritter[13]
- Francesco († nach 1335)[13]
- Margherita († nach 25. August 1377), basilianische Nonne im Kloster San Gregorio Armeno in Neapel; wurde in der Vereinbarung ihres Bruders Pietro II. vom 25. August 1377 erwähnt.[17]
- Caterina († nach 1340)[13], basilianische Nonne im Kloster San Gregorio Armeno in Neapel; zusammen mit ihrer Schwester Zapartilla erklärte sie in einem Akt vom 9. Februar (unbekanntes Jahr, vielleicht 1383) zwei Unzen von den Testamentsvollstreckern ihres Bruders Pietro erhalten zu haben.[17]
- Zappartilla, basilianische Nonne im Kloster San Gregorio Armeno in Neapel; zusammen mit ihrer Schwester Caterina erklärte sie in einem Akt vom 9. Februar (unbekanntes Jahr, vielleicht 1383) zwei Unzen von den Testamentsvollstreckern ihres Bruders Pietro erhalten zu haben.[18]
- Ciczula[Anm. 3] (wahrscheinliche Tochter † 18. August 1353); ⚭ Matteo Tortello, neapolitanischer Patrizier des  Seggio[Anm. 4] di Capuana[19], Soldat.[18]